# Нація убивць
«Нація убивць» (англ. Assassination Nation) — американський трилер з елементами чорного гумору 2018 року режисера Сема Левінсона. Прем'єра фільму відбулася 21 січня 2018 року на кінофестивалі «Санденс». На широкий екран стрічка вийшла 21 вересня 2018 року у США; прем'єра в Україні — 22 листопада 2018 року.

## Синопсис
Четверо дівчат-підліток з маленького передмістя, самі того не бажаючи, стають центром уваги всесвітніх ЗМІ після витоку особистої інформації, спровокованого невідомим хакером. Фільм досліджує гендерні стереотипи, мізогінію та інші проблеми, що отруюють суспільство. Недарма місцем дії обраний Салем, який став відомим завдяки «полюванням на відьом» наприкінці XVII століття.

## Сюжет
На що здатні жителі тихого містечка, якщо їх зачепити за живе? Більшість з нас ніколи про це не дізнається, а от жителям Салема випала така нагода. Головні героїні фільму — це чотири шкільні подруги. Вони веселяться на повну, відриваючись на вечірках. Як і більшість одноліток, фотографують усе, що бачать, та викладають це у соцмережі. На відміну від старих закомплексованих дядечок та тітоньок, які дуже хвилюються за свою репутацію. Містом почала ширитися інформація: один за одним зламані усі переписки та фото кількох городян. І їм було що приховувати, тож ганьби не уникнути. Так їм і треба — констатували дівчата. Радіти цьому лишилось не довго — у мережу виставлені приватні дані майже на усіх жителів Салема. Місто захлинається від люті та масових вбивств. Більшість постраждалих звинувачує у хакерстві дівчат. Миритися з таким наклепом вони не збираються.

## У ролях
| Актор                     | Роль           |
| ------------------------- | -------------- |
| Одеса Янг                 | Лілі Колсон    |
| С'юкі Вотергаус           | Сара           |
| Гарі Неф                  | Бекс           |
| Абра                      | Ем             |
| Белла Торн                | Ріган          |
| Білл Скашгорд             | Марк           |
| Джоель Макгейл            | Нік            |
| Мод Апатоу                | Грейс          |
| Колман Домінго            | директор школи |
| Аніка Ноні Роуз           | Ненсі          |
| Кельвін Гаррісон молодший | Мейсон         |
| Лукас Гейдж               | Ерік           |
| Коді Христіан             | Джонні         |
| Денні Рамірес             | Даймонд        |
| Ноа Гальвін               | Марті          |
| Дженніфер Моррісон        | Мардж Дункан   |
| Дж. Д. Евермор            | Паттерсон      |

## Сприйняття
Фільм отримав переважно схвальні відгуки. На сайті Rotten Tomatoes оцінка стрічки становить 73 % на основі 132 відгуків від критиків (середня оцінка 6,66/10) і 54 % від глядачів із середньою оцінкою 3,16/5 (1 054 голосів). Фільму зарахований «стиглий помідор» від кінокритиків та «розсипаний попкорн» від глядачів.

## Український дубляж

Варіант українського постера фільму: адаптація поширеного постера в інших країнах

Фільм дубльований студією AAA Sound у 2018 році на замовлення компанії-дистриб'ютора UFD (Ukranian Film Distribution).
- Перекладач: Віталій Жук.
- Редактор: Юлія Когут.
- Актори: Дарина Муращенко, Павло Скороходько, Катерина Буцька, Олександр Солодкий, Ганна Чиж, Михайло Тишин, Олена Узлюк, Дмитро Гаврилов, Іван Розін, Юлія Перенчук, Євген Пашин, Юлія Шаповал, Михайло Кришталь, Арсен Шавлюк, Ярослав Чорненький та інші.
- Режисер дубляжу, звукорежисер перезапису: Олександр Єфимов.